# کارل سندرز (موسیقی‌دان)
کارل سندرز (انگلیسی: Karl Sanders؛ زادهٔ ۵ ژوئن ۱۹۶۳) موسیقی‌دان، ترانه‌پرداز اهل ایالات متحده آمریکا است.